# Oxycauloeme abyssinica
Oxycauloeme abyssinica är en skalbaggsart som först beskrevs av Aurivillius 1928.  Oxycauloeme abyssinica ingår i släktet Oxycauloeme och familjen långhorningar. Inga underarter finns listade i Catalogue of Life.